# Élections municipales de 2020 dans le Puy-de-Dôme
Les élections municipales de 2020 dans le Puy-de-Dôme ont lieu le 15 mars 2020 pour le premier tour et le 28 juin 2020 pour le second, initialement prévu le 22 mars, le report du second tour ayant été provoqué par la crise sanitaire liée à la pandémie de maladie à coronavirus (Covid-19).
Les informations suivantes concernent les seules communes de plus de 2 000 habitants situées dans le département du Puy-de-Dôme.

## Maires sortants et maires élus
Le scrutin est marqué par une grande stabilité politique, hormis quelques exceptions. Le communistes perdent Thiers et Aubière, tandis que les radicaux gagnent Gerzat.
| Commune                 | Population | Maire sortant           | Parti | Parti | Maire élu               | Parti | Parti |  |
| ----------------------- | ---------- | ----------------------- | ----- | ----- | ----------------------- | ----- | ----- |  |
| Ambert                  | 6 671      | Myriam Fougère          |       | LR    | Guy Corbinet            |       | DVD   |  |
| Aubière                 | 10 061     | Christian Sinsard       |       | PCF   | Sylvain Casildas        |       | LR    |  |
| Aulnat                  | 4 046      | Didier Laville          |       | PS    | Christine Mandon        |       | DVG   |  |
| Beaumont                | 10 787     | Alain Dumeil            |       | LR    | Jean-Paul Cuzin         |       | DVD   |  |
| Billom                  | 4 741      | Jean-Michel Charlat     |       | PCF   | Jean-Michel Charlat     |       | PCF   |  |
| Blanzat                 | 3 749      | Christine Perol-Beyssi  |       | PS    | Richard Bert            |       | PS    |  |
| Cébazat                 | 8 604      | Flavien Neuvy           |       | UDI   | Flavien Neuvy           |       | UDI   |  |
| Ceyrat                  | 6 416      | Laurent Masselot        |       | LREM  | Anne-Marie Picard       |       | LR    |  |
| Chamalières             | 17 173     | Louis Giscard d'Estaing |       | UDI   | Louis Giscard d'Estaing |       | UDI   |  |
| Châtel-Guyon            | 6 152      | Frédéric Bonnichon      |       | LR    | Frédéric Bonnichon      |       | LR    |  |
| Clermont-Ferrand        | 143 886    | Olivier Bianchi         |       | PS    | Olivier Bianchi         |       | PS    |  |
| Cournon-d'Auvergne      | 20 043     | Bertrand Pasciuto       |       | GRS   | François Rage           |       | PS    |  |
| Courpière               | 4 050      | Christiane Samson       |       | PCF   | Christiane Samson       |       | PCF   |  |
| Gerzat                  | 10 365     | Jean Albisetti          |       | LR    | Serge Pichot            |       | MR    |  |
| Issoire                 | 14 822     | Bertrand Barraud        |       | LR    | Bertrand Barraud        |       | LR    |  |
| Le Cendre               | 5 426      | Hervé Prononce          |       | UDI   | Hervé Prononce          |       | UDI   |  |
| Lempdes                 | 8 409      | Henri Gisselbrecht      |       | DVD   | Henri Gisselbrecht      |       | DVD   |  |
| Les Martres-de-Veyre    | 3 976      | Pascal Pigot            |       | PS    | Pascal Pigot            |       | PS    |  |
| Lezoux                  | 6 152      | Alain Cosson            |       | DVD   | Alain Cosson            |       | DVD   |  |
| Mozac                   | 3 878      | Marc Regnoux            |       | DVD   | Marc Regnoux            |       | DVD   |  |
| Pont-du-Château         | 11 441     | Patrick Perrin          |       | DVG   | Patrick Perrin          |       | DVG   |  |
| Riom                    | 19 180     | Pierre Pécoul           |       | DVD   | Pierre Pécoul           |       | DVD   |  |
| Romagnat                | 7 705      | Laurent Brunmurol       |       | DVD   | Laurent Brunmurol       |       | DVD   |  |
| Royat                   | 4 651      | Marcel Aledo            |       | LR    | Marcel Aledo            |       | LR    |  |
| Saint-Éloy-les-Mines    | 3 709      | Marie-Thérèse Sikora    |       | LR    | Anthony Palermo         |       | PS    |  |
| Saint-Genès-Champanelle | 3 612      | Roger Gardes            |       | PS    | Christophe Vial         |       | PS    |  |
| Thiers                  | 11 847     | Claude Nowotny          |       | PCF   | Stéphane Rodier         |       | DVG   |  |
| Veyre-Monton            | 3 542      | Yves Fafournoux         |       | PS    | Gilles Pétel            |       | PS    |  |
| Vic-le-Comte            | 5 197      | Roland Blanchet         |       | PS    | Antoine Desforges       |       | PS    |  |
| Volvic                  | 4 487      | Mohand Hamoumou         |       | LREM  | Laurent Thévenot        |       | DVD   |  |
|                         |            |                         |       |       |                         |       |       |  |

### Résultats en nombre de maires
| Partis       | Partis                               | Maires sortants | Maires élus | Évolution |
| ------------ | ------------------------------------ | --------------- | ----------- | --------- |
|              | Parti communiste - Parti de gauche   | 6               |             |           |
|              | Parti socialiste                     | 8               |             |           |
|              | Divers gauche                        | 9               |             |           |
| Total gauche | Total gauche                         | 23              |             |           |
|              | Les Républicains                     | 7               |             |           |
|              | Union des démocrates et indépendants | 3               |             |           |
|              | Divers droite                        | 19              |             |           |
| Total droite | Total droite                         | 29              |             |           |
|              | La République en marche              | 2               |             |           |
| Total centre | Total centre                         | 2               |             |           |
| Total        | Total                                | 54              | 54          | -         |

## Résultats dans les communes de plus de2 000 habitants
Un arrêté de la Préfecture du Puy-de-Dôme en date du 2 mars 2020 fixe l'état des candidats admis à participer.

### Aigueperse
- Maire sortant : Luc Chaput (LR)
- 23 sièges à pourvoir au conseil municipal (population légale 2017 : 2 732 habitants)
- 5 sièges à pourvoir au conseil communautaire (CC Plaine Limagne)

|                          | Luc Chaput,              | LR                       | 532   | 57,82 | 18 | 4 |  |  |
|                          | Catherine Cuzin          | DVG                      | 388   | 42,17 | 5  | 1 |  |  |
|                          |                          |                          |       |       |    |   |  |  |
| Votes valides            | Votes valides            | Votes valides            | 920   | 97,25 |    |   |  |  |
| Votes blancs             | Votes blancs             | Votes blancs             | 10    | 1,06  |    |   |  |  |
| Votes nuls               | Votes nuls               | Votes nuls               | 16    | 1,69  |    |   |  |  |
| Total                    | Total                    | Total                    | 946   | 100   | 23 | 5 |  |  |
| Abstention               | Abstention               | Abstention               | 671   | 41,50 |    |   |  |  |
| Inscrits / participation | Inscrits / participation | Inscrits / participation | 1 617 | 58,50 |    |   |  |  |

### Ambert
- Maire sortant : Myriam Fougere (LR)
- 29 sièges à pourvoir au conseil municipal (population légale 2017 : 6 671 habitants)
- 16 sièges à pourvoir au conseil communautaire (CC Ambert Livradois Forez)

| Tête de liste            | Tête de liste            | Liste                    | Premier tour | Premier tour | Second tour | Second tour | Sièges | Sièges |
| Tête de liste            | Tête de liste            | Liste                    | Voix         | %            | Voix        | %           | CM     | CC     |
| ------------------------ | ------------------------ | ------------------------ | ------------ | ------------ | ----------- | ----------- | ------ | ------ |
|                          | Guy Gorbinet             | DVD                      | 778          | 36,01        | 876         | 40,18       | 21     | 12     |
|                          | Véronique Faucher        | DVG                      | 519          | 24,02        | 565         | 25,91       | 3      | 2      |
|                          | Philippe Pinton          | DVC                      | 491          | 22,73        | 429         | 19,67       | 3      | 1      |
|                          | Michel Beaulaton         | DVD                      | 372          | 17,22        | 310         | 14,22       | 2      | 1      |
|                          |                          |                          |              |              |             |             |        |        |
| Votes valides            | Votes valides            | Votes valides            | 2 160        | 94,99        | 2 180       | 96,55       |        |        |
| Votes blancs             | Votes blancs             | Votes blancs             | 36           | 1,58         | 45          | 1,99        |        |        |
| Votes nuls               | Votes nuls               | Votes nuls               | 78           | 3,43         | 33          | 1,46        |        |        |
| Total                    | Total                    | Total                    | 2 160        | 100          | 2 258       | 100         | 29     | 16     |
| Abstention               | Abstention               | Abstention               | 2 655        | 53,86        | 2 674       | 54,22       |        |        |
| Inscrits / participation | Inscrits / participation | Inscrits / participation | 4 929        | 46,14        | 4 932       | 45,78       |        |        |

### Aubière
- Maire sortant : Christian Sinsard (PCF)
- 33 sièges à pourvoir au conseil municipal (population légale 2017 : 10 061 habitants)
- 3 sièges à pourvoir au conseil communautaire (Clermont Auvergne Métropole)

| Tête de liste            | Tête de liste            | Liste                    | Premier tour | Premier tour | Second tour | Second tour | Sièges | Sièges |
| Tête de liste            | Tête de liste            | Liste                    | Voix         | %            | Voix        | %           | CM     | CC     |
| ------------------------ | ------------------------ | ------------------------ | ------------ | ------------ | ----------- | ----------- | ------ | ------ |
|                          | Sylvain Casildas         | DVD                      | 1 331        | 45,17        | 1 524       | 47,56       | 25     | 2      |
|                          | Florent Guitton          | PS                       | 1 319        | 44,77        | 1 519       | 47,40       | 8      | 1      |
|                          | Vincent Salesse          | DVC                      | 296          | 10,04        | 161         | 5,02        | 0      | 0      |
|                          |                          |                          |              |              |             |             |        |        |
| Votes valides            | Votes valides            | Votes valides            | 2 946        | 96,56        | 3 204       | 98,13       |        |        |
| Votes blancs             | Votes blancs             | Votes blancs             | 51           | 1,67         | 33          | 1,01        |        |        |
| Votes nuls               | Votes nuls               | Votes nuls               | 54           | 1,77         | 28          | 0,86        |        |        |
| Total                    | Total                    | Total                    | 3 051        | 100          | 3 265       | 100         | 33     | 3      |
| Abstention               | Abstention               | Abstention               | 3 452        | 53,08        | 3 233       | 49,75       |        |        |
| Inscrits / participation | Inscrits / participation | Inscrits / participation | 6 503        | 46,92        | 6 498       | 50,25       |        |        |

### Aulnat
- Maire sortant : Didier Laville (PS)
- 27 sièges à pourvoir au conseil municipal (population légale 2017 : 4 046 habitants)
- 2 sièges à pourvoir au conseil communautaire (Clermont Auvergne Métropole)

|                | Christine Mandon | DVG            | 723   | 100,00 | 27 | 2 |  |  |
|                |                  |                |       |        |    |   |  |  |
| Inscrits       | Inscrits         | Inscrits       | 2 900 | 100,00 |    |   |  |  |
| Abstentions    | Abstentions      | Abstentions    | 2 044 | 70,48  |    |   |  |  |
| Votants        | Votants          | Votants        | 856   | 29,52  |    |   |  |  |
| Blancs et nuls | Blancs et nuls   | Blancs et nuls | 133   | 15,54  |    |   |  |  |
| Exprimés       | Exprimés         | Exprimés       | 723   | 84,46  |    |   |  |  |

### Auzat-la-Combelle
- Maire sortant : Georges Tinet (PCF)
- 19 sièges à pourvoir au conseil municipal (population légale 2017 : 2 076 habitants)
- 3 sièges à pourvoir au conseil communautaire (CA Agglo Pays d'Issoire)

|                | Georges Tinet  | PCF            | 538   | 100,00 | 19 | 3 |  |  |
|                |                |                |       |        |    |   |  |  |
| Inscrits       | Inscrits       | Inscrits       | 1 730 | 100,00 |    |   |  |  |
| Abstentions    | Abstentions    | Abstentions    | 1 117 | 64,57  |    |   |  |  |
| Votants        | Votants        | Votants        | 613   | 35,43  |    |   |  |  |
| Blancs et nuls | Blancs et nuls | Blancs et nuls | 75    | 12,23  |    |   |  |  |
| Exprimés       | Exprimés       | Exprimés       | 538   | 87,77  |    |   |  |  |

### Aydat
- Maire sortant : Roger Lepetit (DVD)
- 19 sièges à pourvoir au conseil municipal (population légale 2017 : 2 373 habitants)
- 3 sièges à pourvoir au conseil communautaire (CC Mond'Arverne Communauté)

|                | Franck Serre       |                | 707   | 69,58  | 16 | 3 |  |  |
|                | Catherine Soustrot |                | 309   | 30,41  | 3  | 0 |  |  |
|                |                    |                |       |        |    |   |  |  |
| Inscrits       | Inscrits           | Inscrits       | 2 021 | 100,00 |    |   |  |  |
| Abstentions    | Abstentions        | Abstentions    | 925   | 45,77  |    |   |  |  |
| Votants        | Votants            | Votants        | 1 096 | 54,23  |    |   |  |  |
| Blancs et nuls | Blancs et nuls     | Blancs et nuls | 80    | 7,30   |    |   |  |  |
| Exprimés       | Exprimés           | Exprimés       | 1 016 | 92,70  |    |   |  |  |

### Beaumont
- Maire sortant : Alain Dumeil (LR)
- 33 sièges à pourvoir au conseil municipal (population légale 2017 : 10 787 habitants)
- 3 sièges à pourvoir au conseil communautaire (Clermont Auvergne Métropole)

| Tête de liste            | Tête de liste            | Liste                    | Premier tour | Premier tour | Second tour | Second tour | Sièges | Sièges |
| Tête de liste            | Tête de liste            | Liste                    | Voix         | %            | Voix        | %           | CM     | CC     |
| ------------------------ | ------------------------ | ------------------------ | ------------ | ------------ | ----------- | ----------- | ------ | ------ |
|                          | Jean-Paul Cuzin          | DVD                      | 1 023        | 34,32        | 1 345       | 41,37       | 24     | 2      |
|                          | Alain Dumeil             | LR                       | 847          | 28,42        | 916         | 28,17       | 4      | 0      |
|                          | Hélène Veilhan           | EELV                     | 702          | 23,55        | 990         | 30,45       | 5      | 1      |
|                          | Dominique Molle          | PS                       | 408          | 13,69        | 990         | 30,45       | 5      | 1      |
|                          |                          |                          |              |              |             |             |        |        |
| Votes valides            | Votes valides            | Votes valides            | 2 980        | 97,51        | 3 251       | 98,87       |        |        |
| Votes blancs             | Votes blancs             | Votes blancs             | 27           | 0,88         | 19          | 0,58        |        |        |
| Votes nuls               | Votes nuls               | Votes nuls               | 49           | 1,60         | 18          | 0,55        |        |        |
| Total                    | Total                    | Total                    | 3 056        | 100          | 3 288       | 100         | 33     | 3      |
| Abstention               | Abstention               | Abstention               | 4 692        | 60,56        | 4 465       | 57,59       |        |        |
| Inscrits / participation | Inscrits / participation | Inscrits / participation | 7 748        | 39,44        | 7 753       | 42,41       |        |        |

### Billom
- Maire sortant : Jean-Michel Charlat (PCF)
- 27 sièges à pourvoir au conseil municipal (population légale 2017 : 4 741 habitants)
- 9 sièges à pourvoir au conseil communautaire (CC Billom Communauté)

|                | Jean-Michel Charlat, | PCF            | 1 044 | 70,82  | 23 | 8 |  |  |
|                | Patrice Royet        | DVD            | 430   | 29,17  | 4  | 1 |  |  |
|                |                      |                |       |        |    |   |  |  |
| Inscrits       | Inscrits             | Inscrits       | 3 329 | 100,00 |    |   |  |  |
| Abstentions    | Abstentions          | Abstentions    | 1 786 | 53,65  |    |   |  |  |
| Votants        | Votants              | Votants        | 1 543 | 46,35  |    |   |  |  |
| Blancs et nuls | Blancs et nuls       | Blancs et nuls | 69    | 4,47   |    |   |  |  |
| Exprimés       | Exprimés             | Exprimés       | 1 474 | 95,53  |    |   |  |  |

### Blanzat
- Maire sortant : Christine Perol-Beyssi
- 27 sièges à pourvoir au conseil municipal (population légale 2017 : 3 749 habitants)
- 2 sièges à pourvoir au conseil communautaire (Clermont Auvergne Métropole)

|                | Richard Bert     | PS-PCF-EELV    | 707   | 52,06  | 21 | 2 |  |  |
|                | Danielle Pascual | DVC            | 651   | 47,93  | 6  | 0 |  |  |
|                |                  |                |       |        |    |   |  |  |
| Inscrits       | Inscrits         | Inscrits       | 2 916 | 100,00 |    |   |  |  |
| Abstentions    | Abstentions      | Abstentions    | 1 530 | 52,47  |    |   |  |  |
| Votants        | Votants          | Votants        | 1 386 | 47,53  |    |   |  |  |
| Blancs et nuls | Blancs et nuls   | Blancs et nuls | 28    | 2,02   |    |   |  |  |
| Exprimés       | Exprimés         | Exprimés       | 1 358 | 97,98  |    |   |  |  |

### Brassac-les-Mines
- Maire sortant : Yves-Serge Croze (DVD)
- 23 sièges à pourvoir au conseil municipal (population légale 2017 : 3 311 habitants)
- 5 sièges à pourvoir au conseil communautaire (CA Agglo Pays d'Issoire)

| Tête de liste            | Tête de liste            | Liste                    | Premier tour | Premier tour | Second tour | Second tour | Sièges | Sièges |
| Tête de liste            | Tête de liste            | Liste                    | Voix         | %            | Voix        | %           | CM     | CC     |
| ------------------------ | ------------------------ | ------------------------ | ------------ | ------------ | ----------- | ----------- | ------ | ------ |
|                          | Fabien Besseyre          |                          | 501          | 43,52        | 530         | 43,94       | 17     | 4      |
|                          | Yves-Serge Croze,        | DVD                      | 342          | 29,71        | 357         | 29,60       | 3      | 1      |
|                          | Stéphane Veysseyre       |                          | 308          | 26,75        | 319         | 26,45       | 3      | 0      |
|                          |                          |                          |              |              |             |             |        |        |
| Votes valides            | Votes valides            | Votes valides            | 1 151        | 97,54        | 1 206       | 98,37       |        |        |
| Votes blancs             | Votes blancs             | Votes blancs             | 14           | 1,19         | 8           | 0,65        |        |        |
| Votes nuls               | Votes nuls               | Votes nuls               | 15           | 1,27         | 12          | 0,98        |        |        |
| Total                    | Total                    | Total                    | 1 180        | 100          | 1 226       | 100         | 23     | 5      |
| Abstention               | Abstention               | Abstention               | 1 317        | 52,74        | 1 264       | 50,76       |        |        |
| Inscrits / participation | Inscrits / participation | Inscrits / participation | 2 497        | 47,26        | 2 490       | 49,24       |        |        |

### Cébazat
- Maire sortant : Flavien Neuvy  (UDI)
- 29 sièges à pourvoir au conseil municipal (population légale 2017 : 8 604 habitants)
- 2 sièges à pourvoir au conseil communautaire (Clermont Auvergne Métropole)

|                          | Flavien Neuvy            | UDI                      | 1 918 | 73,99 | 26 | 2 |  |  |
|                          | Gabriel Fenaille         | DVG                      | 674   | 26,00 | 3  | 0 |  |  |
|                          |                          |                          |       |       |    |   |  |  |
| Votes valides            | Votes valides            | Votes valides            | 2 592 | 97,63 |    |   |  |  |
| Votes blancs             | Votes blancs             | Votes blancs             | 17    | 0,64  |    |   |  |  |
| Votes nuls               | Votes nuls               | Votes nuls               | 46    | 1,73  |    |   |  |  |
| Total                    | Total                    | Total                    | 2 655 | 100   | 29 | 2 |  |  |
| Abstention               | Abstention               | Abstention               | 3 344 | 55,74 |    |   |  |  |
| Inscrits / participation | Inscrits / participation | Inscrits / participation | 5 999 | 44,26 |    |   |  |  |

### Ceyrat
- Maire sortant : Laurent Masselot  (LREM)
- 29 sièges à pourvoir au conseil municipal (population légale 2017 : 6 416 habitants)
- 2 sièges à pourvoir au conseil communautaire (Clermont Auvergne Métropole)

| Tête de liste            | Tête de liste            | Liste                    | Premier tour | Premier tour | Second tour | Second tour | Sièges | Sièges |
| Tête de liste            | Tête de liste            | Liste                    | Voix         | %            | Voix        | %           | CM     | CC     |
| ------------------------ | ------------------------ | ------------------------ | ------------ | ------------ | ----------- | ----------- | ------ | ------ |
|                          | Anne-Marie Picard        | LR                       | 874          | 36,47        | 1 434       | 62,07       | 24     | 2      |
|                          | Éric Égli                | DVG                      | 767          | 32,01        | 1 434       | 62,07       | 24     | 2      |
|                          | Laurent Masselot         | LREM                     | 755          | 31,51        | 876         | 37,92       | 5      | 0      |
|                          |                          |                          |              |              |             |             |        |        |
| Votes valides            | Votes valides            | Votes valides            | 2 396        | 97,80        | 2 310       | 95,42       |        |        |
| Votes blancs             | Votes blancs             | Votes blancs             | 19           | 0,78         | 65          | 2,68        |        |        |
| Votes nuls               | Votes nuls               | Votes nuls               | 35           | 1,43         | 46          | 1,90        |        |        |
| Total                    | Total                    | Total                    | 2 450        | 100          | 2 421       | 100         | 29     | 2      |
| Abstention               | Abstention               | Abstention               | 2 605        | 51,63        | 2 635       | 52,12       |        |        |
| Inscrits / participation | Inscrits / participation | Inscrits / participation | 5 055        | 48,47        | 5 056       | 47,88       |        |        |

### Chamalières
- Maire sortant : Louis Giscard d'Estaing (UDI)
- 33 sièges à pourvoir au conseil municipal (population légale 2017 : 17 173 habitants)
- 5 sièges à pourvoir au conseil communautaire (Clermont Auvergne Métropole)

| Tête de liste            | Tête de liste            | Liste                    | Premier tour | Premier tour | Second tour | Second tour | Sièges | Sièges |
| Tête de liste            | Tête de liste            | Liste                    | Voix         | %            | Voix        | %           | CM     | CC     |
| ------------------------ | ------------------------ | ------------------------ | ------------ | ------------ | ----------- | ----------- | ------ | ------ |
|                          | Louis Giscard d'Estaing, | UDI                      | 2 146        | 42,78        | 2 505       | 48,37       | 25     | 4      |
|                          | Julie Duvert             | LREM                     | 1 922        | 38,31        | 2 056       | 39,70       | 6      | 1      |
|                          | Thomas Merzi             | PS                       | 698          | 13,91        | 617         | 11,91       | 2      | 0      |
|                          | Luc Condamin             | LFI                      | 250          | 4,98         |             |             | 0      | 0      |
|                          |                          |                          |              |              |             |             |        |        |
| Votes valides            | Votes valides            | Votes valides            | 5 016        | 97,82        | 5 178       | 98,42       |        |        |
| Votes blancs             | Votes blancs             | Votes blancs             | 38           | 0,74         | 50          | 0,95        |        |        |
| Votes nuls               | Votes nuls               | Votes nuls               | 74           | 1,44         | 33          | 0,63        |        |        |
| Total                    | Total                    | Total                    | 5 128        | 100          | 5 261       | 100         | 33     | 5      |
| Abstention               | Abstention               | Abstention               | 7 484        | 59,34        | 7 332       | 58,22       |        |        |
| Inscrits / participation | Inscrits / participation | Inscrits / participation | 12 612       | 40,66        | 12 593      | 41,78       |        |        |

### Châteaugay
- Maire sortant : René Darteyre  (DVG)
- 23 sièges à pourvoir au conseil municipal (population légale 2017 : 3 135 habitants)
- 1 sièges à pourvoir au conseil communautaire (Clermont Auvergne Métropole)

|                          | René Darteyre            | DVG                      | 572   | 100,00 | 23 | 1 |  |  |
|                          |                          |                          |       |        |    |   |  |  |
| Votes valides            | Votes valides            | Votes valides            | 572   | 73,81  |    |   |  |  |
| Votes blancs             | Votes blancs             | Votes blancs             | 47    | 6,06   |    |   |  |  |
| Votes nuls               | Votes nuls               | Votes nuls               | 156   | 20,13  |    |   |  |  |
| Total                    | Total                    | Total                    | 775   | 100    | 23 | 1 |  |  |
| Abstention               | Abstention               | Abstention               | 1 706 | 68,76  |    |   |  |  |
| Inscrits / participation | Inscrits / participation | Inscrits / participation | 2 481 | 31,24  |    |   |  |  |

### Châtel-Guyon
- Maire sortant : Frédéric Bonnichon (LR)
- 29 sièges à pourvoir au conseil municipal (population légale 2017 : 6 152 habitants)
- 5 sièges à pourvoir au conseil communautaire (CA Riom Limagne et Volcans)

|                          | Frédéric Bonnichon       | LR                       | 1 895 | 81,75 | 27 | 5 |  |  |
|                          | Jacques Déat             | DVG                      | 423   | 18,24 | 2  | 0 |  |  |
|                          |                          |                          |       |       |    |   |  |  |
| Votes valides            | Votes valides            | Votes valides            | 2318  | 97,68 |    |   |  |  |
| Votes blancs             | Votes blancs             | Votes blancs             | 12    | 0,51  |    |   |  |  |
| Votes nuls               | Votes nuls               | Votes nuls               | 43    | 1,81  |    |   |  |  |
| Total                    | Total                    | Total                    | 2 373 | 100   | 29 | 5 |  |  |
| Abstention               | Abstention               | Abstention               | 2 729 | 53,49 |    |   |  |  |
| Inscrits / participation | Inscrits / participation | Inscrits / participation | 5 102 | 46,51 |    |   |  |  |

### Clermont-Ferrand
- Maire sortant : Olivier Bianchi  (PS)
- 55 sièges à pourvoir au conseil municipal (population légale 2017 : 143 886 habitants)
- 38 sièges à pourvoir au conseil communautaire (Clermont Auvergne Métropole)

| Tête de liste            | Tête de liste            | Liste                    | Premier tour | Premier tour | Second tour | Second tour | Sièges | Sièges |  |
| Tête de liste            | Tête de liste            | Liste                    | Voix         | %            | Voix        | %           | CM     | CC     |  |
| ------------------------ | ------------------------ | ------------------------ | ------------ | ------------ | ----------- | ----------- | ------ | ------ |  |
|                          | Olivier Bianchi          | PS                       | 8 616        | 38,09        | 10 254      | 48,41       | 41     | 28     |  |
|                          | Jean-Pierre Brenas       | LR                       | 4 691        | 20,74        | 7 730       | 36,50       | 10     | 7      |  |
|                          | Eric Faidy               | LREM                     | 3 516        | 15,55        | 7 730       | 36,50       | 10     | 7      |  |
|                          | Marianne Maximi          | LFI                      | 2 786        | 12,32        | 3 194       | 15,08       | 4      | 3      |  |
|                          | Philippe Fasquel         | DVG                      | 1 427        | 6,31         |             |             |        |        |  |
|                          | Anne Biscos              | RN                       | 1 219        | 5,39         |             |             |        |        |  |
|                          | Marie Savre              | LO                       | 362          | 1,60         |             |             |        |        |  |
|                          |                          |                          |              |              |             |             |        |        |  |
| Votes valides            | Votes valides            | Votes valides            | 22 617       | 96,48        | 21 178      | 97,21       |        |        |  |
| Votes blancs             | Votes blancs             | Votes blancs             | 244          | 1,04         | 325         | 1,49        |        |        |  |
| Votes nuls               | Votes nuls               | Votes nuls               | 582          | 2,48         | 282         | 1,29        |        |        |  |
| Total                    | Total                    | Total                    | 23 443       | 100          | 21 785      | 100         | 55     | 38     |  |
| Abstention               | Abstention               | Abstention               | 48 395       | 67,37        | 50 285      | 69,77       |        |        |  |
| Inscrits / participation | Inscrits / participation | Inscrits / participation | 71 838       | 32,63        | 72 070      | 30,23       |        |        |  |

### Combronde
- Maire sortant : Bernard Lambert (DVG)
- 19 sièges à pourvoir au conseil municipal (population légale 2017 : 2 206 habitants)
- 5 sièges à pourvoir au conseil communautaire (CC Combrailles Sioule et Morge)

|                          | Alain Espagnol           |                          | 533   | 70,78 | 17 | 5 |  |  |
|                          | Patrick Laparrat         |                          | 220   | 29,21 | 2  | 0 |  |  |
|                          |                          |                          |       |       |    |   |  |  |
| Votes valides            | Votes valides            | Votes valides            | 753   | 93,19 |    |   |  |  |
| Votes blancs             | Votes blancs             | Votes blancs             | 22    | 2,72  |    |   |  |  |
| Votes nuls               | Votes nuls               | Votes nuls               | 33    | 4,08  |    |   |  |  |
| Total                    | Total                    | Total                    | 808   | 100   | 19 | 5 |  |  |
| Abstention               | Abstention               | Abstention               | 766   | 48,67 |    |   |  |  |
| Inscrits / participation | Inscrits / participation | Inscrits / participation | 1 574 | 51,33 |    |   |  |  |

### Cournon-d'Auvergne
- Maire sortant : Bertrand Pasciuto (GRS)
- 35 sièges à pourvoir au conseil municipal (population légale 2017 : 20 043 habitants)
- 6 sièges à pourvoir au conseil communautaire (Clermont Auvergne Métropole)

|                          | François Rage            | PS                       | 2 936  | 51,88 | 27 | 5 |  |  |
|                          | Michel Renaud            | DVD                      | 1 436  | 25,37 | 4  | 1 |  |  |
|                          | Stéphane Herman          | DVC                      | 1 287  | 22,74 | 4  | 0 |  |  |
|                          |                          |                          |        |       |    |   |  |  |
| Votes valides            | Votes valides            | Votes valides            | 5 659  | 96,29 |    |   |  |  |
| Votes blancs             | Votes blancs             | Votes blancs             | 65     | 1,11  |    |   |  |  |
| Votes nuls               | Votes nuls               | Votes nuls               | 153    | 2,60  |    |   |  |  |
| Total                    | Total                    | Total                    | 5 877  | 100   | 35 | 6 |  |  |
| Abstention               | Abstention               | Abstention               | 7 580  | 56,33 |    |   |  |  |
| Inscrits / participation | Inscrits / participation | Inscrits / participation | 13 457 | 43,67 |    |   |  |  |

### Courpière
- Maire sortant : Christiane Samson  (PCF)
- 27 sièges à pourvoir au conseil municipal (population légale 2017 : 4 050 habitants)
- 6 sièges à pourvoir au conseil communautaire (CC Thiers Dore et Montagne)

| Tête de liste            | Tête de liste            | Liste                    | Premier tour | Premier tour | Second tour | Second tour | Sièges | Sièges |
| Tête de liste            | Tête de liste            | Liste                    | Voix         | %            | Voix        | %           | CM     | CC     |
| ------------------------ | ------------------------ | ------------------------ | ------------ | ------------ | ----------- | ----------- | ------ | ------ |
|                          | Christiane Samson,       | PCF                      | 713          | 44,84        | 763         | 47,27       | 20     | 5      |
|                          | Jean-Luc Privat          | DVD                      | 647          | 40,69        | 713         | 44,17       | 6      | 1      |
|                          | Huguette Épèche          | DVG                      | 230          | 14,46        | 138         | 8,55        | 1      | 0      |
|                          |                          |                          |              |              |             |             |        |        |
| Votes valides            | Votes valides            | Votes valides            | 1 590        | 95,44        | 1 614       | 97,17       |        |        |
| Votes blancs             | Votes blancs             | Votes blancs             | 28           | 1,68         | 19          | 1,14        |        |        |
| Votes nuls               | Votes nuls               | Votes nuls               | 48           | 2,88         | 28          | 1,69        |        |        |
| Total                    | Total                    | Total                    | 1 666        | 100          | 1 661       | 100         | 27     | 6      |
| Abstention               | Abstention               | Abstention               | 1 573        | 48,56        | 1 572       | 48,62       |        |        |
| Inscrits / participation | Inscrits / participation | Inscrits / participation | 3 239        | 51,44        | 3 233       | 51,38       |        |        |

### Durtol
- Maire sortant : Michel Sabre (DVG)
- 19 sièges à pourvoir au conseil municipal (population légale 2017 : 2 015 habitants)
- 1 sièges à pourvoir au conseil communautaire (Clermont Auvergne Métropole)

|                          | François Carmier         |                          | 407   | 51,97 | 15 | 1 |  |  |
|                          | Michel Sabre             | DVG                      | 376   | 48,02 | 4  | 0 |  |  |
|                          |                          |                          |       |       |    |   |  |  |
| Votes valides            | Votes valides            | Votes valides            | 783   | 97,39 |    |   |  |  |
| Votes blancs             | Votes blancs             | Votes blancs             | 10    | 1,24  |    |   |  |  |
| Votes nuls               | Votes nuls               | Votes nuls               | 11    | 1,37  |    |   |  |  |
| Total                    | Total                    | Total                    | 804   | 100   | 19 | 1 |  |  |
| Abstention               | Abstention               | Abstention               | 755   | 48,43 |    |   |  |  |
| Inscrits / participation | Inscrits / participation | Inscrits / participation | 1 559 | 51,57 |    |   |  |  |

### Ennezat
- Maire sortant : Fabrice Magnet  (DVD)
- 19 sièges à pourvoir au conseil municipal (population légale 2017 : 2 484 habitants)
- 2 sièges à pourvoir au conseil communautaire (CA Riom Limagne et Volcans)

|                          | Fabrice Magnet,          | DVD                      | 634   | 100,00 | 19 | 2 |  |  |
|                          |                          |                          |       |        |    |   |  |  |
| Votes valides            | Votes valides            | Votes valides            | 634   | 84,76  |    |   |  |  |
| Votes blancs             | Votes blancs             | Votes blancs             | 50    | 6,68   |    |   |  |  |
| Votes nuls               | Votes nuls               | Votes nuls               | 64    | 8,56   |    |   |  |  |
| Total                    | Total                    | Total                    | 748   | 100    | 19 | 2 |  |  |
| Abstention               | Abstention               | Abstention               | 890   | 54,33  |    |   |  |  |
| Inscrits / participation | Inscrits / participation | Inscrits / participation | 1 638 | 45,67  |    |   |  |  |

### Gerzat
- Maire sortant : Jean Albisetti (LR)
- 33 sièges à pourvoir au conseil municipal (population légale 2017 : 10 365 habitants)
- 3 sièges à pourvoir au conseil communautaire (Clermont Auvergne Métropole)

|                          | Serge Pichot             | MR                       | 1 353 | 54,01 | 26 | 3 |  |  |
|                          | Alexandre Da Silva       | PS                       | 584   | 23,31 | 4  | 0 |  |  |
|                          | Grégory Lépée            | DVG                      | 568   | 22,67 | 3  | 0 |  |  |
|                          |                          |                          |       |       |    |   |  |  |
| Votes valides            | Votes valides            | Votes valides            | 2 505 | 96,20 |    |   |  |  |
| Votes blancs             | Votes blancs             | Votes blancs             | 45    | 1,73  |    |   |  |  |
| Votes nuls               | Votes nuls               | Votes nuls               | 54    | 2,07  |    |   |  |  |
| Total                    | Total                    | Total                    | 2 604 | 100   | 33 | 3 |  |  |
| Abstention               | Abstention               | Abstention               | 4 618 | 63,94 |    |   |  |  |
| Inscrits / participation | Inscrits / participation | Inscrits / participation | 7 222 | 36,06 |    |   |  |  |

### Issoire
- Maire sortant : Bertrand Barraud (LR)
- 33 sièges à pourvoir au conseil municipal (population légale 2017 : 14 822 habitants)
- 23 sièges à pourvoir au conseil communautaire (CA Agglo Pays d'Issoire)

|             | Bertrand Barraud | LR          | 3 013  | 66,73  | 28 | 20 |  |  |
|             | Laurent Pradier  | DVC         | 586    | 12,98  | 2  | 1  |  |  |
|             | Philippe Laville | DVG         | 517    | 11,45  | 2  | 1  |  |  |
|             | Mohammed Rkina   | LREM        | 399    | 8,84   | 1  | 1  |  |  |
|             |                  |             |        |        |    |    |  |  |
| Inscrits    | Inscrits         | Inscrits    | 10 159 | 100,00 |    |    |  |  |
| Abstentions | Abstentions      | Abstentions | 5 502  | 54,16  |    |    |  |  |
| Votants     | Votants          | Votants     | 4 657  | 45,84  |    |    |  |  |
| Blancs      | Blancs           | Blancs      | 55     | 1,18   |    |    |  |  |
| Nuls        | Nuls             | Nuls        | 87     | 1,87   |    |    |  |  |
| Exprimés    | Exprimés         | Exprimés    | 4 515  | 96,95  |    |    |  |  |

### La Roche-Blanche
- Maire sortant : Gérard Vialat (DVD)
- 23 sièges à pourvoir au conseil municipal (population légale 2017 : 3 422 habitants)
- 5 sièges à pourvoir au conseil communautaire (CC Mond'Arverne Communauté)

|                          | Jean-Pierre Roussel      |                          | 680   | 53,50 | 18 | 5 |  |  |
|                          | Michel Pons              |                          | 591   | 46,49 | 5  | 0 |  |  |
|                          |                          |                          |       |       |    |   |  |  |
| Votes valides            | Votes valides            | Votes valides            | 1 271 | 96,65 |    |   |  |  |
| Votes blancs             | Votes blancs             | Votes blancs             | 23    | 1,75  |    |   |  |  |
| Votes nuls               | Votes nuls               | Votes nuls               | 21    | 1,60  |    |   |  |  |
| Total                    | Total                    | Total                    | 1 315 | 100   | 23 | 5 |  |  |
| Abstention               | Abstention               | Abstention               | 1 267 | 49,07 |    |   |  |  |
| Inscrits / participation | Inscrits / participation | Inscrits / participation | 2 582 | 50,93 |    |   |  |  |

### Le Cendre
- Maire sortant : Hervé Prononce (UDI)
- 29 sièges à pourvoir au conseil municipal (population légale 2017 : 5 426 habitants)
- 2 sièges à pourvoir au conseil communautaire (Clermont Auvergne Métropole)

|                          | Hervé Prononce           | UDI                      | 1 392 | 77,24 | 26 | 2 |  |  |
|                          | Jean-François Razavet    | DVG                      | 410   | 22,75 | 3  | 0 |  |  |
|                          |                          |                          |       |       |    |   |  |  |
| Votes valides            | Votes valides            | Votes valides            | 1 802 | 97,30 |    |   |  |  |
| Votes blancs             | Votes blancs             | Votes blancs             | 19    | 1,03  |    |   |  |  |
| Votes nuls               | Votes nuls               | Votes nuls               | 31    | 1,67  |    |   |  |  |
| Total                    | Total                    | Total                    | 1 852 | 100   | 29 | 2 |  |  |
| Abstention               | Abstention               | Abstention               | 2 143 | 53,64 |    |   |  |  |
| Inscrits / participation | Inscrits / participation | Inscrits / participation | 3 995 | 46,36 |    |   |  |  |

### Lempdes
- Maire sortant : Henri Gisselbrecht (DVD)
- 29 sièges à pourvoir au conseil municipal (population légale 2017 : 8 409 habitants)
- 2 sièges à pourvoir au conseil communautaire (Clermont Auvergne Métropole)

|                          | Henri Gisselbrecht,      | DVD                      | 1 932 | 63,11 | 24 | 2 |  |  |
|                          | Jean-Michel Calut        | DVG                      | 1 129 | 36,88 | 5  | 0 |  |  |
|                          |                          |                          |       |       |    |   |  |  |
| Votes valides            | Votes valides            | Votes valides            | 3 061 | 97,24 |    |   |  |  |
| Votes blancs             | Votes blancs             | Votes blancs             | 45    | 1,43  |    |   |  |  |
| Votes nuls               | Votes nuls               | Votes nuls               | 42    | 1,33  |    |   |  |  |
| Total                    | Total                    | Total                    | 3 148 | 100   | 29 | 2 |  |  |
| Abstention               | Abstention               | Abstention               | 3 317 | 51,31 |    |   |  |  |
| Inscrits / participation | Inscrits / participation | Inscrits / participation | 6 465 | 48,69 |    |   |  |  |

### Les Martres-d'Artière
- Maire sortant : Vincent Raymond (DVD)
- 19 sièges à pourvoir au conseil municipal (population légale 2017 : 2 156 habitants)
- 2 sièges à pourvoir au conseil communautaire (CA Riom Limagne et Volcans)

|                          | Vincent Raymond,         | DVD                      | 502   | 100,00 | 19 | 2 |  |  |
|                          |                          |                          |       |        |    |   |  |  |
| Votes valides            | Votes valides            | Votes valides            | 502   | 87,00  |    |   |  |  |
| Votes blancs             | Votes blancs             | Votes blancs             | 10    | 1,73   |    |   |  |  |
| Votes nuls               | Votes nuls               | Votes nuls               | 65    | 11,27  |    |   |  |  |
| Total                    | Total                    | Total                    | 577   | 100    | 19 | 2 |  |  |
| Abstention               | Abstention               | Abstention               | 1 024 | 63,96  |    |   |  |  |
| Inscrits / participation | Inscrits / participation | Inscrits / participation | 1 601 | 36,04  |    |   |  |  |

### Les Martres-de-Veyre
- Maire sortant : Pascal Pigot
- 27 sièges à pourvoir au conseil municipal (population légale 2017 : 3 976 habitants)
- 5 sièges à pourvoir au conseil communautaire (CC Mond'Arverne Communauté)

|                          | Pascal Pigot             | PS                       | 702   | 100,00 | 27 | 5 |  |  |
|                          |                          |                          |       |        |    |   |  |  |
| Votes valides            | Votes valides            | Votes valides            | 702   | 84,48  |    |   |  |  |
| Votes blancs             | Votes blancs             | Votes blancs             | 45    | 5,42   |    |   |  |  |
| Votes nuls               | Votes nuls               | Votes nuls               | 84    | 10,11  |    |   |  |  |
| Total                    | Total                    | Total                    | 831   | 100    | 27 | 5 |  |  |
| Abstention               | Abstention               | Abstention               | 2 325 | 73,67  |    |   |  |  |
| Inscrits / participation | Inscrits / participation | Inscrits / participation | 3 156 | 26,33  |    |   |  |  |

### Lezoux
- Maire sortant : Alain Cosson (DVD)
- 29 sièges à pourvoir au conseil municipal (population légale 2017 : 6 152 habitants)
- 10 sièges à pourvoir au conseil communautaire (CC Entre Dore et Allier)

|                          | Alain Cosson,            | DVD                      | 902   | 54,20 | 23 | 8  |  |  |
|                          | Bruno Bosloup            | PS                       | 762   | 45,79 | 6  | 2  |  |  |
|                          |                          |                          |       |       |    |    |  |  |
| Votes valides            | Votes valides            | Votes valides            | 1 664 | 96,58 |    |    |  |  |
| Votes blancs             | Votes blancs             | Votes blancs             | 26    | 1,51  |    |    |  |  |
| Votes nuls               | Votes nuls               | Votes nuls               | 33    | 1,92  |    |    |  |  |
| Total                    | Total                    | Total                    | 1 723 | 100   | 29 | 10 |  |  |
| Abstention               | Abstention               | Abstention               | 2 334 | 57,53 |    |    |  |  |
| Inscrits / participation | Inscrits / participation | Inscrits / participation | 4 057 | 42,47 |    |    |  |  |

### Maringues
- Maire sortant : Robert Imbaud (PS)
- 23 sièges à pourvoir au conseil municipal (population légale 2017 : 3 154 habitants)
- 6 sièges à pourvoir au conseil communautaire (CC Plaine Limagne)

|                          | Denis Beauvais           | DVD                      | 524   | 50,82 | 18 | 5 |  |  |
|                          | Robert Imbaud,           | PS                       | 507   | 49,17 | 5  | 1 |  |  |
|                          |                          |                          |       |       |    |   |  |  |
| Votes valides            | Votes valides            | Votes valides            | 1 031 | 93,56 |    |   |  |  |
| Votes blancs             | Votes blancs             | Votes blancs             | 15    | 1,36  |    |   |  |  |
| Votes nuls               | Votes nuls               | Votes nuls               | 56    | 5,08  |    |   |  |  |
| Total                    | Total                    | Total                    | 1 102 | 100   | 23 | 6 |  |  |
| Abstention               | Abstention               | Abstention               | 938   | 45,98 |    |   |  |  |
| Inscrits / participation | Inscrits / participation | Inscrits / participation | 2 040 | 54,02 |    |   |  |  |

### Mirefleurs
- Maire sortant : Jean Baridon  (DVG)
- 19 sièges à pourvoir au conseil municipal (population légale 2017 : 2 436 habitants)
- 3 sièges à pourvoir au conseil communautaire (CC Mond'Arverne Communauté)

|                          | Richard Véga             |                          | 444   | 100,00 | 19 | 3 |  |  |
|                          |                          |                          |       |        |    |   |  |  |
| Votes valides            | Votes valides            | Votes valides            | 444   | 83,77  |    |   |  |  |
| Votes blancs             | Votes blancs             | Votes blancs             | 44    | 8,30   |    |   |  |  |
| Votes nuls               | Votes nuls               | Votes nuls               | 42    | 7,92   |    |   |  |  |
| Total                    | Total                    | Total                    | 530   | 100    | 19 | 3 |  |  |
| Abstention               | Abstention               | Abstention               | 1 267 | 70,51  |    |   |  |  |
| Inscrits / participation | Inscrits / participation | Inscrits / participation | 1 797 | 29,49  |    |   |  |  |

### Mozac
- Maire sortant : Marc Regnoux (DVD)
- 27 sièges à pourvoir au conseil municipal (population légale 2017 : 3 878 habitants)
- 3 sièges à pourvoir au conseil communautaire (CA Riom Limagne et Volcans)

|                          | Marc Regnoux,            | DVD                      | 705   | 100,00 | 27 | 3 |  |  |
|                          |                          |                          |       |        |    |   |  |  |
| Votes valides            | Votes valides            | Votes valides            | 705   | 72,83  |    |   |  |  |
| Votes blancs             | Votes blancs             | Votes blancs             | 109   | 11,26  |    |   |  |  |
| Votes nuls               | Votes nuls               | Votes nuls               | 154   | 15,91  |    |   |  |  |
| Total                    | Total                    | Total                    | 968   | 100    | 27 | 3 |  |  |
| Abstention               | Abstention               | Abstention               | 1 819 | 65,27  |    |   |  |  |
| Inscrits / participation | Inscrits / participation | Inscrits / participation | 2 787 | 34,73  |    |   |  |  |

### Mur-sur-Allier
- Maire sortant : François Rudel (PG)
- 27 sièges à pourvoir au conseil municipal (population légale 2017 : 3 412 habitants)
- 7 sièges à pourvoir au conseil communautaire (CC Billom Communauté)

| Tête de liste            | Tête de liste            | Liste                    | Premier tour | Premier tour | Second tour | Second tour | Sièges | Sièges |
| Tête de liste            | Tête de liste            | Liste                    | Voix         | %            | Voix        | %           | CM     | CC     |
| ------------------------ | ------------------------ | ------------------------ | ------------ | ------------ | ----------- | ----------- | ------ | ------ |
|                          | Francois Rudel,          | PG                       | 567          | 37,87        | 581         | 44,62       | 6      | 1      |
|                          | Jean Delaugerre          |                          | 471          | 31,46        | 721         | 55,37       | 21     | 6      |
|                          | Amandine Pendino         |                          | 459          | 30,66        | 721         | 55,37       | 21     | 6      |
|                          |                          |                          |              |              |             |             |        |        |
| Votes valides            | Votes valides            | Votes valides            | 1 497        | 97,97        | 1 302       | 94,62       |        |        |
| Votes blancs             | Votes blancs             | Votes blancs             | 15           | 0,98         | 47          | 3,42        |        |        |
| Votes nuls               | Votes nuls               | Votes nuls               | 16           | 1,05         | 27          | 1,96        |        |        |
| Total                    | Total                    | Total                    | 1 528        | 100          | 1 376       | 100         | 27     | 7      |
| Abstention               | Abstention               | Abstention               | 1 182        | 43,62        | 1 335       | 49,24       |        |        |
| Inscrits / participation | Inscrits / participation | Inscrits / participation | 2 710        | 56,38        | 2 711       | 50,76       |        |        |

### Nohanent
- Maire sortant : Laurent Ganet (DVD)
- 19 sièges à pourvoir au conseil municipal (population légale 2017 : 2 225 habitants)
- 1 sièges à pourvoir au conseil communautaire (Clermont Auvergne Métropole)

|                          | Laurent Ganet,           | DVD                      | 717   | 70,01 | 17 | 1 |  |  |
|                          | Hervé Fraile             | DVG                      | 307   | 29,98 | 2  | 0 |  |  |
|                          |                          |                          |       |       |    |   |  |  |
| Votes valides            | Votes valides            | Votes valides            | 1 024 | 98,08 |    |   |  |  |
| Votes blancs             | Votes blancs             | Votes blancs             | 10    | 0,96  |    |   |  |  |
| Votes nuls               | Votes nuls               | Votes nuls               | 10    | 0,96  |    |   |  |  |
| Total                    | Total                    | Total                    | 1 044 | 100   | 19 | 1 |  |  |
| Abstention               | Abstention               | Abstention               | 707   | 40,38 |    |   |  |  |
| Inscrits / participation | Inscrits / participation | Inscrits / participation | 1 751 | 59,62 |    |   |  |  |

### Orcet
- Maire sortant : Dominique Guélon (DVD)
- 23 sièges à pourvoir au conseil municipal (population légale 2017 : 2 669 habitants)
- 4 sièges à pourvoir au conseil communautaire (CC Mond'Arverne Communauté)

|                          | Dominique Guélon         | DVD                      | 719   | 66,82 | 20 | 4 |  |  |
|                          | Xavier Dubois            |                          | 357   | 33,17 | 3  | 0 |  |  |
|                          |                          |                          |       |       |    |   |  |  |
| Votes valides            | Votes valides            | Votes valides            | 1 076 | 96,07 |    |   |  |  |
| Votes blancs             | Votes blancs             | Votes blancs             | 10    | 0,89  |    |   |  |  |
| Votes nuls               | Votes nuls               | Votes nuls               | 34    | 3,04  |    |   |  |  |
| Total                    | Total                    | Total                    | 1 120 | 100   | 23 | 4 |  |  |
| Abstention               | Abstention               | Abstention               | 1 110 | 49,78 |    |   |  |  |
| Inscrits / participation | Inscrits / participation | Inscrits / participation | 2 230 | 50,22 |    |   |  |  |

### Orcines
- Maire sortant : Jean-Marc Morvan (DVD)
- 23 sièges à pourvoir au conseil municipal (population légale 2017 : 3 388 habitants)
- 1 sièges à pourvoir au conseil communautaire (Clermont Auvergne Métropole)

|                          | Jean-Marc Morvan,        | DVD                      | 847   | 52,25 | 18 | 1 |  |  |
|                          | Philippe Maniel          | DVG                      | 774   | 47,74 | 5  | 0 |  |  |
|                          |                          |                          |       |       |    |   |  |  |
| Votes valides            | Votes valides            | Votes valides            | 1 671 | 97,53 |    |   |  |  |
| Votes blancs             | Votes blancs             | Votes blancs             | 12    | 0,72  |    |   |  |  |
| Votes nuls               | Votes nuls               | Votes nuls               | 29    | 1,74  |    |   |  |  |
| Total                    | Total                    | Total                    | 1 662 | 100   | 23 | 1 |  |  |
| Abstention               | Abstention               | Abstention               | 1 196 | 41,85 |    |   |  |  |
| Inscrits / participation | Inscrits / participation | Inscrits / participation | 2 858 | 58,15 |    |   |  |  |

### Orléat
- Maire sortant : Élisabeth Brussat (LR)
- 19 sièges à pourvoir au conseil municipal (population légale 2017 : 2 157 habitants)
- 3 sièges à pourvoir au conseil communautaire (CC Entre Dore et Allier)

|                          | Élisabeth Brussat,       | DVD                      | 415   | 100,00 | 19 | 3 |  |  |
|                          |                          |                          |       |        |    |   |  |  |
| Votes valides            | Votes valides            | Votes valides            | 415   | 79,20  |    |   |  |  |
| Votes blancs             | Votes blancs             | Votes blancs             | 38    | 7,25   |    |   |  |  |
| Votes nuls               | Votes nuls               | Votes nuls               | 71    | 13,55  |    |   |  |  |
| Total                    | Total                    | Total                    | 524   | 100    | 19 | 3 |  |  |
| Abstention               | Abstention               | Abstention               | 1 305 | 71,35  |    |   |  |  |
| Inscrits / participation | Inscrits / participation | Inscrits / participation | 1 829 | 28,65  |    |   |  |  |

### Pérignat-lès-Sarliève
- Maire sortant : Pierre Riol (DVD)
- 23 sièges à pourvoir au conseil municipal (population légale 2017 : 2 680 habitants)
- 1 sièges à pourvoir au conseil communautaire (Clermont Auvergne Métropole)

|                          | Éric Grenet              |                          | 763   | 68,18 | 20 | 1 |  |  |
|                          | Xavier Chaabane          | DVD                      | 356   | 31,81 | 3  | 0 |  |  |
|                          |                          |                          |       |       |    |   |  |  |
| Votes valides            | Votes valides            | Votes valides            | 1 119 | 97,14 |    |   |  |  |
| Votes blancs             | Votes blancs             | Votes blancs             | 18    | 1,56  |    |   |  |  |
| Votes nuls               | Votes nuls               | Votes nuls               | 15    | 1,30  |    |   |  |  |
| Total                    | Total                    | Total                    | 1 152 | 100   | 23 | 1 |  |  |
| Abstention               | Abstention               | Abstention               | 1 124 | 49,38 |    |   |  |  |
| Inscrits / participation | Inscrits / participation | Inscrits / participation | 2 276 | 50,62 |    |   |  |  |

### Peschadoires
- Maire sortant : Florent Monneyron (PS)
- 19 sièges à pourvoir au conseil municipal (population légale 2017 : 2 132 habitants)
- 3 sièges à pourvoir au conseil communautaire (CC Entre Dore et Allier)

|                          | Florent Moneyron,        | DVG                      | 515   | 100,00 | 19 | 3 |  |  |
|                          |                          |                          |       |        |    |   |  |  |
| Votes valides            | Votes valides            | Votes valides            | 515   | 87,73  |    |   |  |  |
| Votes blancs             | Votes blancs             | Votes blancs             | 20    | 3,41   |    |   |  |  |
| Votes nuls               | Votes nuls               | Votes nuls               | 52    | 8,86   |    |   |  |  |
| Total                    | Total                    | Total                    | 587   | 100    | 19 | 3 |  |  |
| Abstention               | Abstention               | Abstention               | 1 161 | 66,42  |    |   |  |  |
| Inscrits / participation | Inscrits / participation | Inscrits / participation | 1 748 | 33,58  |    |   |  |  |

### Pont-du-Château
- Maire sortant : Patrick Perrin (DVG)
- 33 sièges à pourvoir au conseil municipal (population légale 2017 : 11 441 habitants)
- 3 sièges à pourvoir au conseil communautaire (Clermont Auvergne Métropole)

| Tête de liste            | Tête de liste            | Liste                    | Premier tour | Premier tour | Second tour | Second tour | Sièges | Sièges |
| Tête de liste            | Tête de liste            | Liste                    | Voix         | %            | Voix        | %           | CM     | CC     |
| ------------------------ | ------------------------ | ------------------------ | ------------ | ------------ | ----------- | ----------- | ------ | ------ |
|                          | Nathalie Cardona         | PS                       | 1 188        | 37,67        | 1 192       | 37,81       | 6      | 1      |
|                          | Patrick Perrin,          | DVG                      | 1 118        | 35,45        | 1 198       | 38,00       | 23     | 2      |
|                          | Michel Mirand            | LR                       | 847          | 26,86        | 762         | 24,17       | 4      | 0      |
|                          |                          |                          |              |              |             |             |        |        |
| Votes valides            | Votes valides            | Votes valides            | 3 153        | 96,42        | 3 152       | 97,77       |        |        |
| Votes blancs             | Votes blancs             | Votes blancs             | 70           | 2,14         | 40          | 1,24        |        |        |
| Votes nuls               | Votes nuls               | Votes nuls               | 47           | 1,44         | 32          | 0,99        |        |        |
| Total                    | Total                    | Total                    | 3 270        | 100          | 3 224       | 100         | 33     | 3      |
| Abstention               | Abstention               | Abstention               | 5 088        | 60,88        | 5 157       | 61,53       |        |        |
| Inscrits / participation | Inscrits / participation | Inscrits / participation | 8 358        | 39,12        | 8 381       | 38,47       |        |        |

### Puy-Guillaume
- Maire sortant : Bernard Vignaud  (DVG)
- 23 sièges à pourvoir au conseil municipal (population légale 2017 : 2 752 habitants)
- 4 sièges à pourvoir au conseil communautaire (CC Thiers Dore et Montagne)

|                          | Bernard Vignaud,         | DVG                      | 702   | 100,00 | 23 | 4 |  |  |
|                          |                          |                          |       |        |    |   |  |  |
| Votes valides            | Votes valides            | Votes valides            | 702   | 83,77  |    |   |  |  |
| Votes blancs             | Votes blancs             | Votes blancs             | 34    | 4,06   |    |   |  |  |
| Votes nuls               | Votes nuls               | Votes nuls               | 102   | 12,17  |    |   |  |  |
| Total                    | Total                    | Total                    | 838   | 100    | 23 | 4 |  |  |
| Abstention               | Abstention               | Abstention               | 1 196 | 58,80  |    |   |  |  |
| Inscrits / participation | Inscrits / participation | Inscrits / participation | 2 034 | 41,20  |    |   |  |  |

### Riom
- Maire sortant : Pierre Pecoul (DVD)
- 33 sièges à pourvoir au conseil municipal (population légale 2017 : 19 180 habitants)
- 17 sièges à pourvoir au conseil communautaire (CA Riom Limagne et Volcans)

| Tête de liste            | Tête de liste            | Liste                    | Premier tour | Premier tour | Second tour | Second tour | Sièges | Sièges |
| Tête de liste            | Tête de liste            | Liste                    | Voix         | %            | Voix        | %           | CM     | CC     |
| ------------------------ | ------------------------ | ------------------------ | ------------ | ------------ | ----------- | ----------- | ------ | ------ |
|                          | Pierre Pecoul            | DVD                      | 2 107        | 41,54        | 2 853       | 50,59       | 25     | 14     |
|                          | Charles Brault           | PS                       | 1 593        | 31,41        | 2 786       | 49,40       | 8      | 3      |
|                          | Boris Bouchet            | PCF                      | 992          | 19,56        | 2 786       | 49,40       | 8      | 3      |
|                          | Marc Conçu               | LREM                     | 379          | 7,47         |             |             | 0      | 0      |
|                          |                          |                          |              |              |             |             |        |        |
| Votes valides            | Votes valides            | Votes valides            | 5 071        | 97,02        | 5 639       | 98,09       |        |        |
| Votes blancs             | Votes blancs             | Votes blancs             | 57           | 1,09         | 56          | 0,97        |        |        |
| Votes nuls               | Votes nuls               | Votes nuls               | 99           | 1,89         | 54          | 0,94        |        |        |
| Total                    | Total                    | Total                    | 5 227        | 100          | 5 749       | 100         | 33     | 17     |
| Abstention               | Abstention               | Abstention               | 6 987        | 57,20        | 6 382       | 52,61       |        |        |
| Inscrits / participation | Inscrits / participation | Inscrits / participation | 12 214       | 42,80        | 12 131      | 47,39       |        |        |

### Romagnat
- Maire sortant : Laurent Brunmurol (DVD)
- 29 sièges à pourvoir au conseil municipal (population légale 2017 : 7 705 habitants)
- 2 sièges à pourvoir au conseil communautaire (Clermont Auvergne Métropole)

|                          | Laurent Brunmurol        | DVD                      | 2 261 | 77,51 | 26 | 2 |  |  |
|                          | François Ritrovato       | DVG                      | 656   | 22,48 | 3  | 0 |  |  |
|                          |                          |                          |       |       |    |   |  |  |
| Votes valides            | Votes valides            | Votes valides            | 2 917 | 97,66 |    |   |  |  |
| Votes blancs             | Votes blancs             | Votes blancs             | 22    | 0,74  |    |   |  |  |
| Votes nuls               | Votes nuls               | Votes nuls               | 48    | 1,61  |    |   |  |  |
| Total                    | Total                    | Total                    | 2 987 | 100   | 29 | 2 |  |  |
| Abstention               | Abstention               | Abstention               | 2 825 | 48,61 |    |   |  |  |
| Inscrits / participation | Inscrits / participation | Inscrits / participation | 5 812 | 51,39 |    |   |  |  |

### Royat
- Maire sortant : Marcel Aledo (LR)
- 27 sièges à pourvoir au conseil municipal (population légale 2017 : 4 651 habitants)
- 2 sièges à pourvoir au conseil communautaire (Clermont Auvergne Métropole)

|                          | Marcel Aledo,            | LR                       | 990   | 73,44 | 24 | 2 |  |  |
|                          | Christian Bernette       | LREM                     | 358   | 26,55 | 3  | 0 |  |  |
|                          |                          |                          |       |       |    |   |  |  |
| Votes valides            | Votes valides            | Votes valides            | 1 348 | 94,66 |    |   |  |  |
| Votes blancs             | Votes blancs             | Votes blancs             | 49    | 3,44  |    |   |  |  |
| Votes nuls               | Votes nuls               | Votes nuls               | 27    | 1,90  |    |   |  |  |
| Total                    | Total                    | Total                    | 1 424 | 100   | 27 | 2 |  |  |
| Abstention               | Abstention               | Abstention               | 2 105 | 59,65 |    |   |  |  |
| Inscrits / participation | Inscrits / participation | Inscrits / participation | 3 529 | 40,35 |    |   |  |  |

### Saint-Beauzire
- Maire sortant : Jean-Pierre Hébrard
- 19 sièges à pourvoir au conseil municipal (population légale 2017 : 2 180 habitants)
- 1 sièges à pourvoir au conseil communautaire (CA Riom Limagne et Volcans)

|                          | Jean-Pierre Hebrard,     | DVD                      | 606   | 62,79 | 16 | 1 |  |  |
|                          | Remi Montessinos         |                          | 359   | 37,20 | 3  | 0 |  |  |
|                          |                          |                          |       |       |    |   |  |  |
| Votes valides            | Votes valides            | Votes valides            | 965   | 97,57 |    |   |  |  |
| Votes blancs             | Votes blancs             | Votes blancs             | 4     | 0,40  |    |   |  |  |
| Votes nuls               | Votes nuls               | Votes nuls               | 20    | 2,02  |    |   |  |  |
| Total                    | Total                    | Total                    | 989   | 100   | 19 | 1 |  |  |
| Abstention               | Abstention               | Abstention               | 622   | 38,61 |    |   |  |  |
| Inscrits / participation | Inscrits / participation | Inscrits / participation | 1 611 | 61,39 |    |   |  |  |

### Saint-Bonnet-près-Riom
- Maire sortant : Jean-Philippe Perret  (DVD)
- 19 sièges à pourvoir au conseil municipal (population légale 2017 : 2 114 habitants)
- 2 sièges à pourvoir au conseil communautaire (CA Riom Limagne et Volcans)

|                          | Denis Rougeyron          | DVD                      | 586   | 62,47 | 16 | 2 |  |  |
|                          | Guy Gatignol             | DVG                      | 352   | 37,52 | 3  | 0 |  |  |
|                          |                          |                          |       |       |    |   |  |  |
| Votes valides            | Votes valides            | Votes valides            | 938   | 96,50 |    |   |  |  |
| Votes blancs             | Votes blancs             | Votes blancs             | 13    | 1,34  |    |   |  |  |
| Votes nuls               | Votes nuls               | Votes nuls               | 21    | 2,16  |    |   |  |  |
| Total                    | Total                    | Total                    | 972   | 100   | 19 | 2 |  |  |
| Abstention               | Abstention               | Abstention               | 624   | 39,10 |    |   |  |  |
| Inscrits / participation | Inscrits / participation | Inscrits / participation | 1 596 | 60,90 |    |   |  |  |

### Saint-Éloy-les-Mines
- Maire sortant : Marie-Thérèse Sikora (LR)
- 27 sièges à pourvoir au conseil municipal (population légale 2017 : 3 709 habitants)
- 11 sièges à pourvoir au conseil communautaire (CC du Pays de Saint-Éloy)

|                          | Anthony Palermo          | DVG                      | 828   | 50,61 | 21 | 9  |  |  |
|                          | Marie-Thérèse Sikora,    | LR                       | 808   | 49,38 | 6  | 2  |  |  |
|                          |                          |                          |       |       |    |    |  |  |
| Votes valides            | Votes valides            | Votes valides            | 1 636 | 96,35 |    |    |  |  |
| Votes blancs             | Votes blancs             | Votes blancs             | 6     | 0,35  |    |    |  |  |
| Votes nuls               | Votes nuls               | Votes nuls               | 56    | 3,30  |    |    |  |  |
| Total                    | Total                    | Total                    | 1 698 | 100   | 27 | 11 |  |  |
| Abstention               | Abstention               | Abstention               | 1 079 | 38,85 |    |    |  |  |
| Inscrits / participation | Inscrits / participation | Inscrits / participation | 2 777 | 61,15 |    |    |  |  |

### Saint-Genès-Champanelle
- Maire sortant : Roger Gardes (PS)
- 23 sièges à pourvoir au conseil municipal (population légale 2017 : 3 612 habitants)
- 2 sièges à pourvoir au conseil communautaire (Clermont Auvergne Métropole)

|                          | Christophe Vial          | PS                       | 1 003 | 100,00 | 27 | 2 |  |  |
|                          |                          |                          |       |        |    |   |  |  |
| Votes valides            | Votes valides            | Votes valides            | 1 003 | 85,73  |    |   |  |  |
| Votes blancs             | Votes blancs             | Votes blancs             | 82    | 7,01   |    |   |  |  |
| Votes nuls               | Votes nuls               | Votes nuls               | 85    | 7,26   |    |   |  |  |
| Total                    | Total                    | Total                    | 1 170 | 100    | 27 | 2 |  |  |
| Abstention               | Abstention               | Abstention               | 1 742 | 59,82  |    |   |  |  |
| Inscrits / participation | Inscrits / participation | Inscrits / participation | 2 912 | 40,18  |    |   |  |  |

### Sayat
- Maire sortant : Nicolas Weinmeister (DVD)
- 19 sièges à pourvoir au conseil municipal (population légale 2017 : 2 344 habitants)
- 2 sièges à pourvoir au conseil communautaire (CA Riom Limagne et Volcans)

|                          | Nicolas Weinmeister      | DVD                      | 562   | 100,00 | 19 | 2 |  |  |
|                          |                          |                          |       |        |    |   |  |  |
| Votes valides            | Votes valides            | Votes valides            | 562   | 83,51  |    |   |  |  |
| Votes blancs             | Votes blancs             | Votes blancs             | 33    | 4,90   |    |   |  |  |
| Votes nuls               | Votes nuls               | Votes nuls               | 78    | 11,59  |    |   |  |  |
| Total                    | Total                    | Total                    | 673   | 100    | 19 | 2 |  |  |
| Abstention               | Abstention               | Abstention               | 1 312 | 66,10  |    |   |  |  |
| Inscrits / participation | Inscrits / participation | Inscrits / participation | 1 985 | 33,90  |    |   |  |  |

### Thiers
- Maire sortant : Claude Nowotny (PCF)
- 33 sièges à pourvoir au conseil municipal (population légale 2017 : 11 847 habitants)
- 17 sièges à pourvoir au conseil communautaire (CC Thiers Dore et Montagne)

| Tête de liste            | Tête de liste            | Liste                    | Premier tour | Premier tour | Second tour | Second tour | Sièges | Sièges |
| Tête de liste            | Tête de liste            | Liste                    | Voix         | %            | Voix        | %           | CM     | CC     |
| ------------------------ | ------------------------ | ------------------------ | ------------ | ------------ | ----------- | ----------- | ------ | ------ |
|                          | Stéphane Rodier          | DVG                      | 1 175        | 35,82        | 1 468       | 43,39       | 24     | 13     |
|                          | Éric Boucourt            | DVD                      | 1 034        | 31,52        | 1 287       | 38,04       | 6      | 3      |
|                          | Abdelhraman Meftah       | PS-PCF                   | 572          | 17,43        | 628         | 18,56       | 3      | 1      |
|                          | Tahar Bouanane           | EELV                     | 280          | 8,53         | 628         | 18,56       | 3      | 1      |
|                          | Julien Romero            | DIV                      | 219          | 6,67         |             |             | 0      | 0      |
|                          |                          |                          |              |              |             |             |        |        |
| Votes valides            | Votes valides            | Votes valides            | 3 280        | 96,36        | 3 383       | 97,35       |        |        |
| Votes blancs             | Votes blancs             | Votes blancs             | 55           | 1,62         | 45          | 1,29        |        |        |
| Votes nuls               | Votes nuls               | Votes nuls               | 69           | 2,03         | 47          | 1,35        |        |        |
| Total                    | Total                    | Total                    | 3 404        | 100          | 3 475       | 100         | 33     | 17     |
| Abstention               | Abstention               | Abstention               | 4 606        | 57,50        | 4 533       | 56,61       |        |        |
| Inscrits / participation | Inscrits / participation | Inscrits / participation | 8 010        | 42,50        | 8 008       | 43,39       |        |        |

### Vertaizon
- Maire sortant : Amalia Quinton (DVG)
- 23 sièges à pourvoir au conseil municipal (population légale 2017 : 3 187 habitants)
- 6 sièges à pourvoir au conseil communautaire (CC Billom Communauté)

|                          | Jean-Jacques Cavalière   |                          | 582   | 52,15 | 18 | 5 |  |  |
|                          | Amalia Quinton           | DVG                      | 534   | 47,84 | 5  | 1 |  |  |
|                          |                          |                          |       |       |    |   |  |  |
| Votes valides            | Votes valides            | Votes valides            | 1 116 | 96,12 |    |   |  |  |
| Votes blancs             | Votes blancs             | Votes blancs             | 19    | 1,64  |    |   |  |  |
| Votes nuls               | Votes nuls               | Votes nuls               | 26    | 2,24  |    |   |  |  |
| Total                    | Total                    | Total                    | 1 161 | 100   | 23 | 6 |  |  |
| Abstention               | Abstention               | Abstention               | 1 137 | 49,48 |    |   |  |  |
| Inscrits / participation | Inscrits / participation | Inscrits / participation | 2 298 | 50,52 |    |   |  |  |

### Veyre-Monton
- Maire sortant : Yves Fafournoux (DVG)
- 23 sièges à pourvoir au conseil municipal (population légale 2017 : 3 542 habitants)
- 5 sièges à pourvoir au conseil communautaire (CC Mond'Arverne Communauté)

|                          | Gilles Pétel             | DVG-PS                   | 869   | 63,06 | 22 | 4 |  |  |
|                          | Michel Fleury            | DVD                      | 509   | 36,93 | 5  | 1 |  |  |
|                          |                          |                          |       |       |    |   |  |  |
| Votes valides            | Votes valides            | Votes valides            | 1 378 | 96,36 |    |   |  |  |
| Votes blancs             | Votes blancs             | Votes blancs             | 30    | 2,10  |    |   |  |  |
| Votes nuls               | Votes nuls               | Votes nuls               | 22    | 1,54  |    |   |  |  |
| Total                    | Total                    | Total                    | 1 430 | 100   | 27 | 5 |  |  |
| Abstention               | Abstention               | Abstention               | 1 631 | 53,28 |    |   |  |  |
| Inscrits / participation | Inscrits / participation | Inscrits / participation | 3 061 | 46,72 |    |   |  |  |

### Vic-le-Comte
- Maire sortant : Roland Blanchet (PS)
- 27 sièges à pourvoir au conseil municipal (population légale 2017 : 5 197 habitants)
- 7 sièges à pourvoir au conseil communautaire (CC Mond'Arverne Communauté)

|                          | Antoine Desforges        | PS                       | 1 172 | 58,45 | 23 | 6 |  |  |
|                          | Dominique Scalmana       | DVC                      | 833   | 41,54 | 6  | 1 |  |  |
|                          |                          |                          |       |       |    |   |  |  |
| Votes valides            | Votes valides            | Votes valides            | 2 005 | 95,75 |    |   |  |  |
| Votes blancs             | Votes blancs             | Votes blancs             | 44    | 2,10  |    |   |  |  |
| Votes nuls               | Votes nuls               | Votes nuls               | 45    | 2,15  |    |   |  |  |
| Total                    | Total                    | Total                    | 2 094 | 100   | 29 | 7 |  |  |
| Abstention               | Abstention               | Abstention               | 2 004 | 48,90 |    |   |  |  |
| Inscrits / participation | Inscrits / participation | Inscrits / participation | 4 098 | 51,10 |    |   |  |  |

### Volvic
- Maire sortant : Mohand Hamoumou (LREM)
- 27 sièges à pourvoir au conseil municipal (population légale 2017 : 4 487 habitants)
- 4 sièges à pourvoir au conseil communautaire (CA Riom Limagne et Volcans)

| Tête de liste            | Tête de liste            | Liste                    | Premier tour | Premier tour | Second tour | Second tour | Sièges | Sièges |
| Tête de liste            | Tête de liste            | Liste                    | Voix         | %            | Voix        | %           | CM     | CC     |
| ------------------------ | ------------------------ | ------------------------ | ------------ | ------------ | ----------- | ----------- | ------ | ------ |
|                          | Laurent Thevenot         | DVC                      | 634          | 35,92        | 715         | 37,22       | 19     | 3      |
|                          | Éric Agbessi             | DVG                      | 618          | 35,01        | 706         | 36,75       | 5      | 1      |
|                          | Daniel Baptiste          | DVC                      | 513          | 29,06        | 500         | 26,02       | 3      | 0      |
|                          |                          |                          |              |              |             |             |        |        |
| Votes valides            | Votes valides            | Votes valides            | 1 765        | 96,13        | 1 921       | 97,51       |        |        |
| Votes blancs             | Votes blancs             | Votes blancs             | 33           | 1,80         | 23          | 1,17        |        |        |
| Votes nuls               | Votes nuls               | Votes nuls               | 38           | 2,07         | 26          | 1,32        |        |        |
| Total                    | Total                    | Total                    | 1 836        | 100          | 1 970       | 100         | 27     | 4      |
| Abstention               | Abstention               | Abstention               | 1 751        | 48,82        | 1 622       | 45,16       |        |        |
| Inscrits / participation | Inscrits / participation | Inscrits / participation | 3 587        | 51,18        | 3 592       | 54,84       |        |        |